# Mentz (Nueva York)
Mentz es un pueblo ubicado en el condado de Cayuga en el estado estadounidense de Nueva York. En el año 2000 tenía una población de 2.446 habitantes y una densidad poblacional de 55.4 personas por km².

## Geografía
Mentz se encuentra ubicado en las coordenadas 42°2′25″N 76°37′44″O / 42.04028, -76.62889.

## Demografía
Según la Oficina del Censo en 2000 los ingresos medios por hogar en la localidad eran de $34,398, y los ingresos medios por familia eran $36,637. Los hombres tenían unos ingresos medios de $31,500 frente a los $20,172 para las mujeres. La renta per cápita para la localidad era de $15,494. Alrededor del 11.8% de la población estaban por debajo del umbral de pobreza.